# Billboard Music Award for Top Country Duo/Group Artist
Der Billboard Music Award for Top Country Duo/Group Artist ist ein im Rahmen des Billboard Music Award vergebener Musikpreis für Countrybands und Duos. Der Award wird seit 2018 vergeben. Mit drei Awards sind Dan + Shay das am häufigsten ausgezeichnete Duo.

## Übersicht

### 2010er Jahre
| Jahr                 | Künstler | Ref |
| -------------------- | -------- | --- |
| 2018                 |          |     |
| Florida Georgia Line | [ 1 ]    |     |
| Zac Brown Band       | [ 1 ]    |     |
| Old Dominion         | [ 1 ]    |     |
| 2019                 | [ 1 ]    |     |
| Dan + Shay           | [ 2 ]    |     |
| Florida Georgia Line | [ 2 ]    |     |
| Old Dominion         | [ 2 ]    |     |

### 2020er Jahre
| Jahr                 | Künstler | Ref |
| -------------------- | -------- | --- |
| 2020                 |          |     |
| Dan + Shay           | [ 3 ]    |     |
| Florida Georgia Line | [ 3 ]    |     |
| Old Dominion         | [ 3 ]    |     |
| 2021                 | [ 3 ]    |     |
| Florida Georgia Line | [ 4 ]    |     |
| Dan + Shay           | [ 4 ]    |     |
| Maddie & Tae         | [ 4 ]    |     |
| 2022                 | [ 4 ]    |     |
| Dan + Shay           | [ 5 ]    |     |
| Florida Georgia Line | [ 5 ]    |     |
| Zac Brown Band       | [ 5 ]    |     |

## Häufigste Auszeichnungen und Nominierungen

### Siege
3 Auszeichnungen
- Dan + Shay

2 Auszeichnungen
- Florida Georgia Line

### Nominierungen
5 Nominierungen
- Florida Georgia Line

4 Nominierungen
- Dan + Shay

3 Nominierungen
- Old Dominion

2 Nominierungen
- Zac Brown Band